# Đội hình con rùa

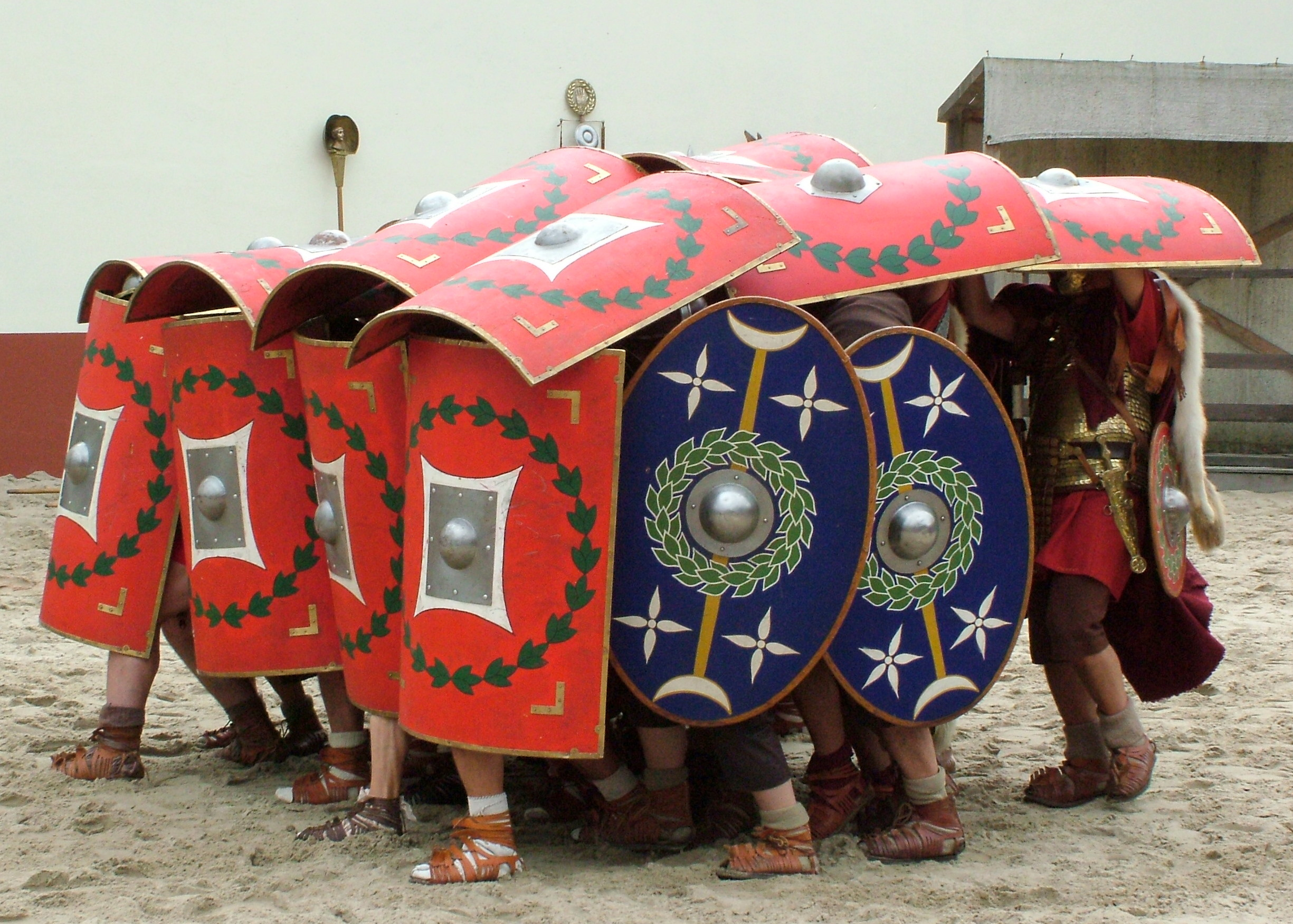
Đội hình con rùa của quân đội La Mã

Đội hình con rùa (Testudo formation) là một đội hình rất an toàn khi chiến đấu. Đội quân La Mã là đội quân đã sáng tạo ra đội hình này. Đội quân La Mã được chia làm nhiều toán gọi là legion. Khi tấn công, các đội quân đột kích này xếp thành hình con rùa, quân lính tự lấy khiên bọc quanh mình, còn quân lính ở giữa thì lấy khiên che trên đầu, bảo vệ đầu mình và bảo vệ đầu của những người lính ở vòng ngoài. Đội quân tiến lên một cách an toàn, nên đội hình con rùa là bất khả xâm phạm, bảo vệ những người lính bằng "Bức tường sắt thép" này. Đây là cách chiến đấu hữu hiệu nhất.

## Sách chuyên khảo
- Cowan, Ross, Roman Battle Tactics 109BC - AD313 (Osprey 2007)
- Rance, Philip, "The Fulcum, the Late Roman and Byzantine Testudo: the Germanization of Roman Infantry Tactics?" in Greek, Roman and Byzantine Studies 44 (2004) pp. 265–326: http://www.duke.edu/web/classics/grbs/FTexts/44/Rance2.pdf.
- Plutarch, Roman Lives, ed. Robin Waterfield ISBN 978-0-19-282502-5
- Dio Cassius, Roman History Book 49, 30 ed. Loeb Classical Library ISBN 0-674-99091-9